# بونویستا، گویماراس
بونویستا، گویماراس (به لاتین: Buenavista, Guimaras) یک منطقهٔ مسکونی در فیلیپین است که در گیماراس واقع شده‌است.